# Audofleda
Audofleda (467? – 511/526?) byla ostrogotská královna, manželka Theodoricha Velikého.
Byla dcerou merovejského krále Childericha I. a Basiny Durynské. Jejím sourozenci byli Chlodvík I., franský král, Albofledis a Lantechildis. Nejdůležitější svědectví o životě Audofledy se dochovalo ve zdrojích Anonyma Valesiana, Jordana a Řehoře z Tours  V 90. letech 5. století přišli ke královskému dvoru Chlodvíka I. vyslanci Theodoricha Velikého, kteří měli za úkol vyjednat sňatek s Audofledou. Jednání bylo úspěšné a mezi lety 493 až 498 se Audofleda provdala za Theodoricha, čímž se stala ostrogótskou královnou. Ze strany Theodoricha to byl politický tah, který spojil Ostrogóty s Franky. Ve své sňatkové politice pokračoval i později, když své dcery provdal za krále Burgundů, Vandalů a Vizigótů, čímž spojil Ostrogóty s každým větším germánským královstvím na západě Evropy.
Audofleda byla před sňatkem pohanského vyznání. Před svatbou či krátce po svatbě konvertovala k ariánství. Theodorich a Audofleda měli dceru Amalaswinthu, která Ostrogótům vládla od roku 526 do roku 534.